# Zemné
Zemné (in ungherese Szímő) è un comune della Slovacchia facente parte del distretto di Nové Zámky, nella regione di Nitra.

## Gemellaggio
- Tab